# 5406 Jonjoseph
5406 Jonjoseph (1991 PH11) là một tiểu hành tinh vành đai chính được phát hiện ngày 9 tháng 8 năm 1991 bởi H. E. Holt ở Palomar.